# Боты (обувь)

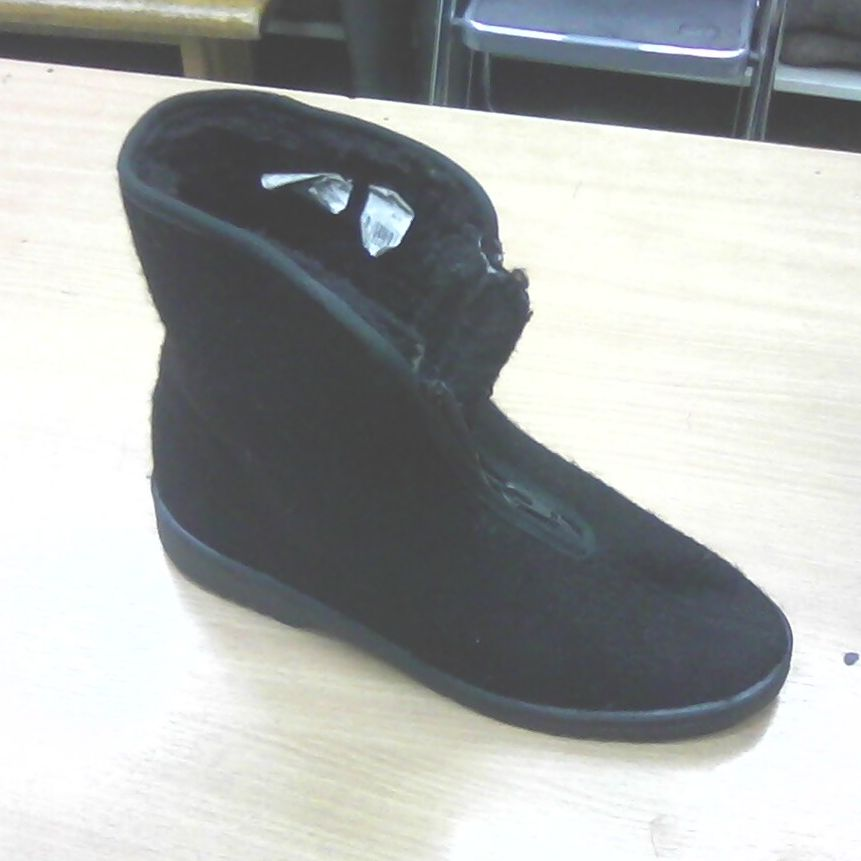
Боты фетровые

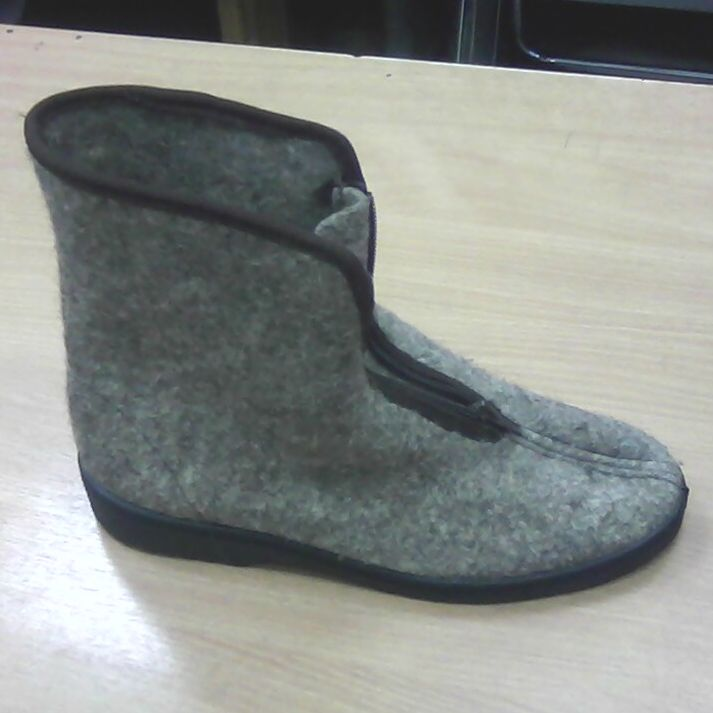
Боты войлочные

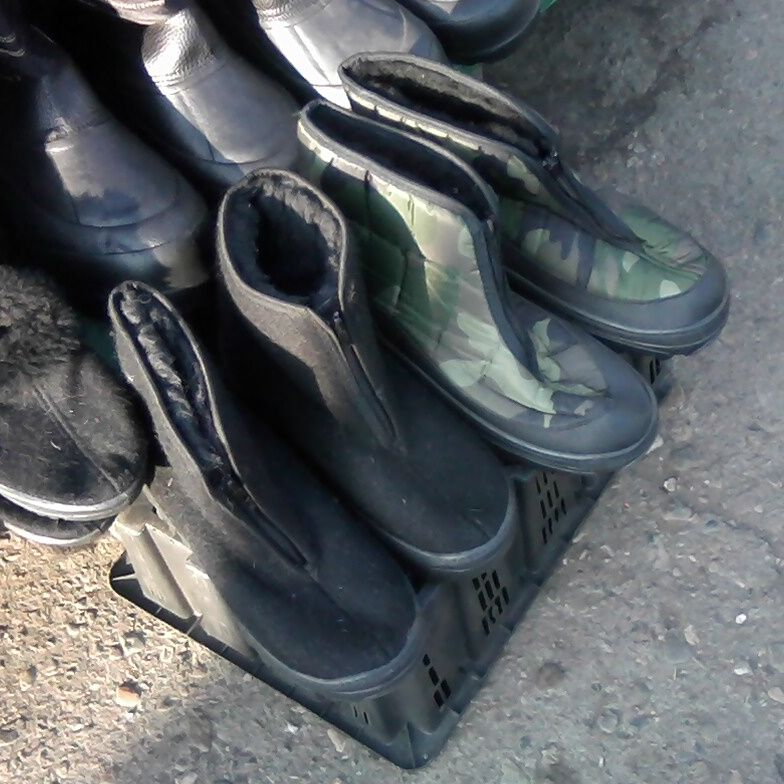
Боты в камуфляжной окраске

Бо́ты (фр. botte, англ. boot — сапог) — общепринятое в СССР название тёплых зимних ботинок для умеренного холодного климата с верхом из войлока или фетра.
Литая подошва изготовлена из резины или синтетических материалов.
Верхняя часть ботинка изготовлена из фетра (с подкладкой-утеплителем из байки или фланели или из искусственного меха) или сшита из войлока.
На передней поверхности находится застёжка-молния или застёжка-липучка (в современном исполнении). 

Реже застёжки расположены на внутренней или наружной поверхности верха обуви.
Высота верха войлочных или фетровых ботинок на уровне голеностопного сустава или немного выше.
В боты вкладывается тёплая стелька.
Боты стоили недорого по сравнению с кожаной обувью, это обусловлено низкой стоимостью материалов и несложными технологиями, применявшимися при изготовлении резино-тканевых ботинок.
В Советском Союзе боты имели народное прозвище «Прощай, молодость!». Вероятно, это прозвище связано с низкой платёжеспособностью пенсионеров, а также с тем, что пожилым людям, страдающим артритом, ношение жёсткой кожаной обуви причиняет неудобства.
На советской эстраде с 1980-х годов существует группа под названием «Прощай, молодость!», играющая панк и синтипоп[значимость факта?].

## Спецодежда
Боты резиновые диэлектрические — предназначены для дополнительной защиты от электрического тока при работе на закрытых и, при отсутствии осадков, на открытых электроустановках.